# Золево

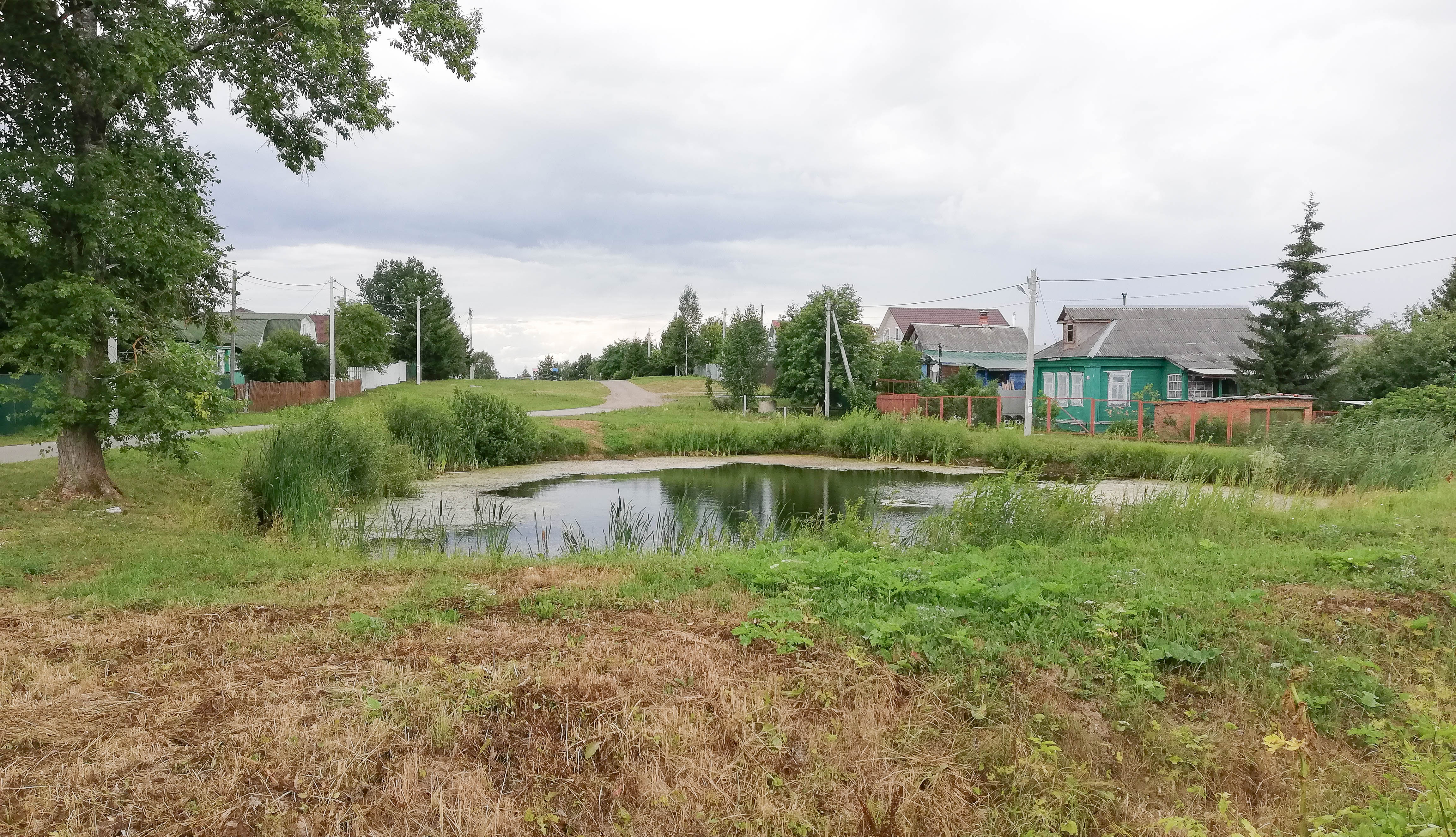
Пейзаж в Золево

Золево — деревня в Волоколамском районе Московской области России.
Относится к сельскому поселению Чисменское, до муниципальной реформы 2006 года относилась к Чисменскому сельскому округу. Население — 48 чел. (2010).

## Население
| 1852 | 1859 | 1926 | 2002 | 2006 | 2010 |
| ---- | ---- | ---- | ---- | ---- | ---- |
| 191  | ↗205 | ↘179 | ↘44  | ↗64  | ↘48  |

## Название
Впервые упоминается в 1541 году как деревня Золевская. В грамоте 1543 года и в более поздних источниках значится как деревня Золево. Название происходит от личного имени Зола.

## Расположение
Деревня Золево расположена примерно в 17 км к востоку от центра города Волоколамска, на автодороге, соединяющей Волоколамское шоссе и Р107 (Клин — Лотошино). В деревне 4 улицы — Берёзовка, Запрудная, Овражная и Сельская, а также Сельский переулок.
Связана автобусным сообщением с райцентром. Ближайшие населённые пункты — деревни Пристанино, Литвиново и Горки. Рядом с деревней протекает река Большая Сестра (бассейн Иваньковского водохранилища).

## Исторические сведения
В «Списке населённых мест» 1862 года Золево — казённая деревня 2-го стана Волоколамского уезда Московской губернии по левую сторону почтового Московского тракта (из Волоколамска), в 17 верстах от уездного города, при колодце, с 24 дворами и 205 жителями (93 мужчины, 112 женщин).
По данным на 1890 год входила в состав Аннинской волости Волоколамского уезда, число душ мужского пола составляло 92 человека.
В 1913 году — 38 дворов.
По материалам Всесоюзной переписи населения 1926 года — центр Золевского сельсовета Аннинской волости, проживало 179 жителей (74 мужчины, 105 женщин), насчитывалось 42 крестьянских хозяйства.
С 1929 года — населённый пункт в составе Волоколамского района Московской области.

## Уроженцы
- Баринов Василий Михайлович (1901 г.р., д. Золево) — дважды кавалер Ордена Красной звезды и кавалер Ордена Красного Знамени.[16]
- Глазунов Сергей Петрович (1911 г.р., д. Золево) — награжден медалью «За отвагу».[17]
- Королева Александра Ивановна (1926 г.р., д. Золево) — кавалер Ордена Отечественной войны II степени.[18]
- Курбатов Василий Александрович (1916 г.р., д. Золево) — награжден медалью «За отвагу».[19]
- Нечаев Александр Александрович (1919 г.р., д. Золево) — кавалер Ордена Отечественной войны II степени.[20]
- Юсупов Михаил Иванович (1923 г.р., д. Золево) — кавалер Ордена Славы III степени.[21]